# 코비 존스
코비 은가이 존스(영어: Cobi N'Gai Jones, 1970년 6월 16일)는 미국의 축구 선수, 지도자이다. 현역 시절 포지션은 미드필더로 로스앤젤레스 갤럭시와 미국 축구 국가대표팀의 최다 출전 선수이다. 캘리포니아 대학교 로스앤젤레스를 졸업하고 1994년에 잉글랜드 프리미어리그의 코번트리 시티 FC에서 프로 선수 생활을 시작했다. 1년 후 브라질의 축구 클럽인 CR 바스쿠 다 가마로 이적했으나 1년 동안 4경기 출전에 그쳤고, 1996년에 다시 미국으로 돌아와 메이저 리그 사커의 로스앤젤레스 갤럭시에서 11년 동안 활약했다.

## 같이 보기
- A매치 100경기 이상 출전한 축구 선수 명단